# Needers and Givers
Needers and Givers, stylisé Needers & Givers, est un groupe de rock alternatif, originaire de Chicago, dans l'Illinois. Formé en 2007, le groupe tire sur la musique bruitiste et la pop, qui mélange les influences musicales des trois frères-membres et leurs expérimentations sonore.
Christopher Hoffman, le bassiste et violoncelliste du groupe, est connu dans le milieu rock alternatif underground américain pour être violoncelliste de Pagoda, le groupe de grunge de l'acteur Michael Pitt. Le groupe reste inactif depuis 2009, laissant penser à une éventuelle séparation.

## Biographie

### Formation et débuts
Le groupe vient de Chicago, ville dont sont notamment issus les Smashing Pumpkins et les Jesus Lizard. Initialement, Needers and Givers était juste un projet parallèle, un moyen pour Ian de collaborer musicalement avec son jeune frère Dylan dans la cave de sa maison. Inspiré par l'alchimie des répétitions et ayant toujours voulu joindre ses forces avec son jeune frère Dylan et son aîné Christopher, Ian dissout son projet musical principal pour former officiellement début 2007 Needers and Givers avec ses deux frères. Les frères Hoffman commencent immédiatement à filtrer leurs choix parmi une cinquantaine de chansons écrites par Ian. En en sélectionnant finalement huit, le groupe entre au studio I.V. Lab Studio de Chicago, en juillet 2007, pour cinq jours d'enregistrement et de mixage. Ils sont assistés dans leur travail par l'ingénieur du son et producteur Manny Sanchez, propriétaire du studio. Manny, ayant déjà travaillé avec The Hush Sound, Zwan, Cameron McGill et Umphrey's McGee, et qualifié pour assister le groupe et terminer leur album dans ce très court laps de temps alloué. Il réussit notamment à mixer l'album tout entier en deux journées de 14 heures chacune au studio Smart de Madison avec l'aide de Christopher et Ian.
Rejoignant Needers and Givers en studio, l'acteur et musican Michael Pitt, leader du groupe grunge Pagoda, offre à Ian ses impressions constructives sur l'album pour l'aider à finaliser le tout, et à contribuer aux backvocals et à un solo de guitare sur la chansons Teams and Colors. Ryan Scott, de Velours Records, aide à concrétiser les chansons Digging et Holy Rollers avec ses techniques innovantes de guitare solo et son expérience instrumentale.

### The Others
Leur premier (et dernier en date) EP, The Other, est publié en février 2008 au label Loose Tooth Records. Ici, Needers and Givers offrent des chansons composées par Ian Hoffman et produites par Ian et Christopher. Robin Hilton, de NPR, affirme que Needers and Givers ont « des mélodies très solides et des harmonies finement ciselées. Mais ils ont aussi un son bruitiste qui apporte une grande fraicheur à tout cet ensemble[réf. nécessaire]. » Les performances lives sont souvent retravaillées, projetant des versions enflammées des chansons et de nouvelles chansons du très attendu des fans deuxième album en gestation. L'énergie vibrante entre les frères en live est souvent transmise au public enjoué lui aussi, prouvant encore un peu plus leur talents musicaux et leur amour de la musique.
Progressivement, les frères Hoffman gagnent une réputation honorable dans Chicago en jouant dans quelques clubs réputés de la ville tels que l'Empty Bottle, le Schuba's Tavern, le Martyr's ou le House of Blues. Par ailleurs, ils effectueront quelques séries de concerts à travers les États-Unis et en Europe, recueillant là encore des retours très positifs. Michael Pitt (guitare, chœurs), Devin Swearingin-Ross (basse) et Zak Anderson (guitare et claviers) les ont occasionnellement rejoint sur scène. Même si aucune annonce officielle n'a été faite, on peut très certainement présumer que le groupe devrait bientôt enregistrer son premier LP. Leur chanson Coming Home Again est jouée dans l'épisode Carrnal Knowledge de l'émission Gossip Girl, diffusée le 2 février 2009 aux États-Unis, mais est non créditée par la série. Depuis cette année, le groupe ne donne plus signe d'activité et leur site web est devenu inaccessible, laissant penser à une séparation.

### Parcours respectifs
Introduits très jeune dans la musique, les frères Hoffman ont très vite développé leur propre style musical, mixant avec réussite les influences de la musique orchestrale, du jazz, de la pop, de la musique avant gardiste, de l'electro ou du rock. Le mélange des influences couplé avec une ouverture d'esprit musicale et structurelle crée l'essence de leurs chansons originales possédant un son unique et une qualité qui leur est propre.
Ian Hoffman s'est d'abord intéressé à la musique de films, composant des morceaux orchestraux et au piano à l'âge de sept ans déjà. Durant ses 20 ans, il devient peu à peu multi-instrumentiste, apprenant à jouer successivement du piano, du cor, de la guitare, de la trompette, de la basse et également à chanter. C'est à cette période que Ian décide de commencer à composer et enregistrer des centaines de chansons de rock, pop et électro. Très vite, il forme son premier groupe, Kameelian. Ses autres projets incluent notamment Plaide Penmanship, Mr. Tumnis, Little Electrode et une apparition sur l'album-hommage à Captain Beefheart, Neon Meate Deram of a Octafish. En 2011, Ian publie son premier EP solo, Dome Swan.
Christopher Hoffman commence à jouer du violoncelle à l'âge de cinq ans. Durant son adolescence, il ajoute à son répertoire musical le chant, la basse et les percussions. Très vite il commence à jouer dans des groupes de rock et de jazz. Il étudie le violoncelle et l'enregistrement musical à l'Université du Wisconsin. Après un poste à plein temps en tant qu'ingénieur sonore à la Chicago Recording Company, il accepte un poste d'enseignant à la New School de New York. Parallèlement, il continue de jouer et d'enregistrer avec des musiciens tels que Ryan Scott, Pagoda, John Zorn, Ryan Adams, Clare Muldaur, Christina Courtin, Teddy Thompson, Umphrey's McGee, et bien d'autres encore.
Dylan Hoffman étudie le violon durant son enfance et continue de le jouer au lycée. Durant ses 20 ans, il décide de suivre les traces de son père, et apprend la batterie en autodidacte, la maîtrisant très rapidement. Dylan a tout aussi bien travaillé avec Sleepy Sleepy Octopus ou Surgeon General (groupes de rock indépendant de Chicago) qu'il a fourni des parties rythmiques pour le précédent projet de son frère Ian, Mr. Tumnis, et ses enregistrements maison.

## Membres
- Ian Hoffman - chant, composition, guitare, piano, orgue, harmonium, glockenspiel, Fender Rhodes, wurlitzer
- Christopher Hoffman - basse, violoncelle, percussions, glockenspiel, claviers, harmonium, chœurs
- Dylan Hoffman - batterie